# Association des scouts et guides musulmans du Sénégal
L'Association des scouts et guides musulmans du Sénégal est un mouvement d'éducation non formelle pour les jeunes sénégalais. Elle est créée en 1983 puis reconnu par l'État en 1999.
La formation des adhérents est basée sur les principes fondamentaux et de la méthode du scoutisme universel mais aussi des enseignements de l'islam afin de participer à la construction d'un monde meilleur. Elle est présente dans plusieurs régions du Sénégal comme Dakar, Thiès, Ziguinchor, Kolda et Kaolack.
Les différentes unités sont :
- La meute (7 à 12 ans)
- La troupe (12 à 18 ans)
- La route (18 à 21ans

## Devise
« Disponibilité, obéissance, toujours prêt à servir (Dieu, l'islam, et notre patrie) »